# Naoki Tsubaki
Naoki Tsubaki (椿 直起 Tsubaki Naoki?, Tokio, 23 de junio de 2000) es un futbolista japonés que juega como mediocampista en el JEF United Chiba de la J2 League.

## Clubes
| Club                          | País      | Año       |
| ----------------------------- | --------- | --------- |
| Yokohama F. Marinos           | Japón     | 2019-2022 |
| Giravanz Kitakyushu (cedido)  | Japón     | 2019-2020 |
| Melbourne City F. C. (cedido) | Australia | 2020-2021 |
| Giravanz Kitakyushu (cedido)  | Japón     | 2021      |
| Mito HollyHock (cedido)       | Japón     | 2022      |
| JEF United Chiba              | Japón     | 2023-     |